# Vladimír Darida
Vladimír Darida (* 8. srpna 1990 Plzeň) je český profesionální fotbalista, který hraje na pozici středního záložníka za Hradec Králové. Mezi lety 2012 a 2021 odehrál také 76 utkání v dresu české reprezentace, ve kterých vstřelil 8 branek, od roku 2019 byl také reprezentačním kapitánem.
Mimo Česko působil na klubové úrovni v Německu a Řecku. Dobře čte hru, umí vystřelit z dálky a má zdravé sebevědomí, nebojí se obejít protihráče. Jeho oblíbeným klubem je anglický Manchester United FC.
Získal ocenění „Hráč měsíce Gambrinus ligy“ za listopad 2012. 19. března 2018 také převzal ocenění za vítězství v anketě Fotbalista roku za rok 2017, čímž po dvou letech sesadil z pomyslného trůnu brankáře Arsenalu Petra Čecha.

## Klubová kariéra

### Viktoria Plzeň
Darida je plzeňský odchovanec. K prvnímu ligovému zápasu nastoupil v dresu Viktorie Plzeň 24. dubna 2010 v zápase proti Dynamu České Budějovice, kdy v 84. minutě vystřídal Petra Jiráčka.
Na jaře 2011 byl poslán na hostování do Baníku Sokolov do konce sezóny. Zde si počínal velmi dobře a plzeňský trenér Pavel Vrba si jej stáhl zpět do Plzně.

#### Sezóna 2011/12
22. července 2011 nastoupil k zápasu o Český Superpohár, který Plzeň na domácím stadionu vyhrála nad FK Mladou Boleslaví až na pokutové kopy 4:2 (po 90 minutách byl stav 1:1, prodloužení se v tomto utkání nehraje). Vladimír Darida zvýšil v rozstřelu na 3:2.
Na jaře 2012 se Darida stabilně zařadil do základní sestavy Plzně. V podzimní části sezóny 2011/12 hrála Plzeň Ligu mistrů UEFA a Vladimír Darida byl u toho. Ve druhém utkání 2. předkola (19. července 2011) proti FC Pjunik Jerevan se dostal na 9 minut na hřiště. V základní skupině Ligy mistrů se představil ve 3 zápasech, mj. v závěrečném utkání Plzně proti AC Milán (zápas skončil 2:2). V prvním poločase utkání se zranil Petr Jiráček a Vladimír Darida nastoupil na jeho místo. Poté, co Jiráček odešel z klubu do německé Bundesligy do týmu VfL Wolfsburg, nahradil jej Darida natrvalo v základní sestavě Plzně.
Premiéra mu vyšla dokonale, 16. února 2012 v domácím zápase šestnáctifinále Evropské ligy proti Schalke 04 vstřelil jediný gól Plzně a Viktoria remizovala s německým týmem 1:1 (v odvetě však prohrála 1:3 v prodloužení a z Evropské ligy vypadla).
Po vyřazení Plzně z evropských soutěží pokračoval Vladimír Darida v nadprůměrných výkonech také v domácí lize. Svým nasazením si vysloužil pozvánku do české fotbalové reprezentace. V červenci 2012 podepsal Darida s Plzní novou smlouvu do léta 2016, ačkoli po Mistrovství Evropy 2012 za něj nabízel ruský klub FK Krasnodar v přepočtu 180 milionů Kč.

#### Sezóna 2012/13

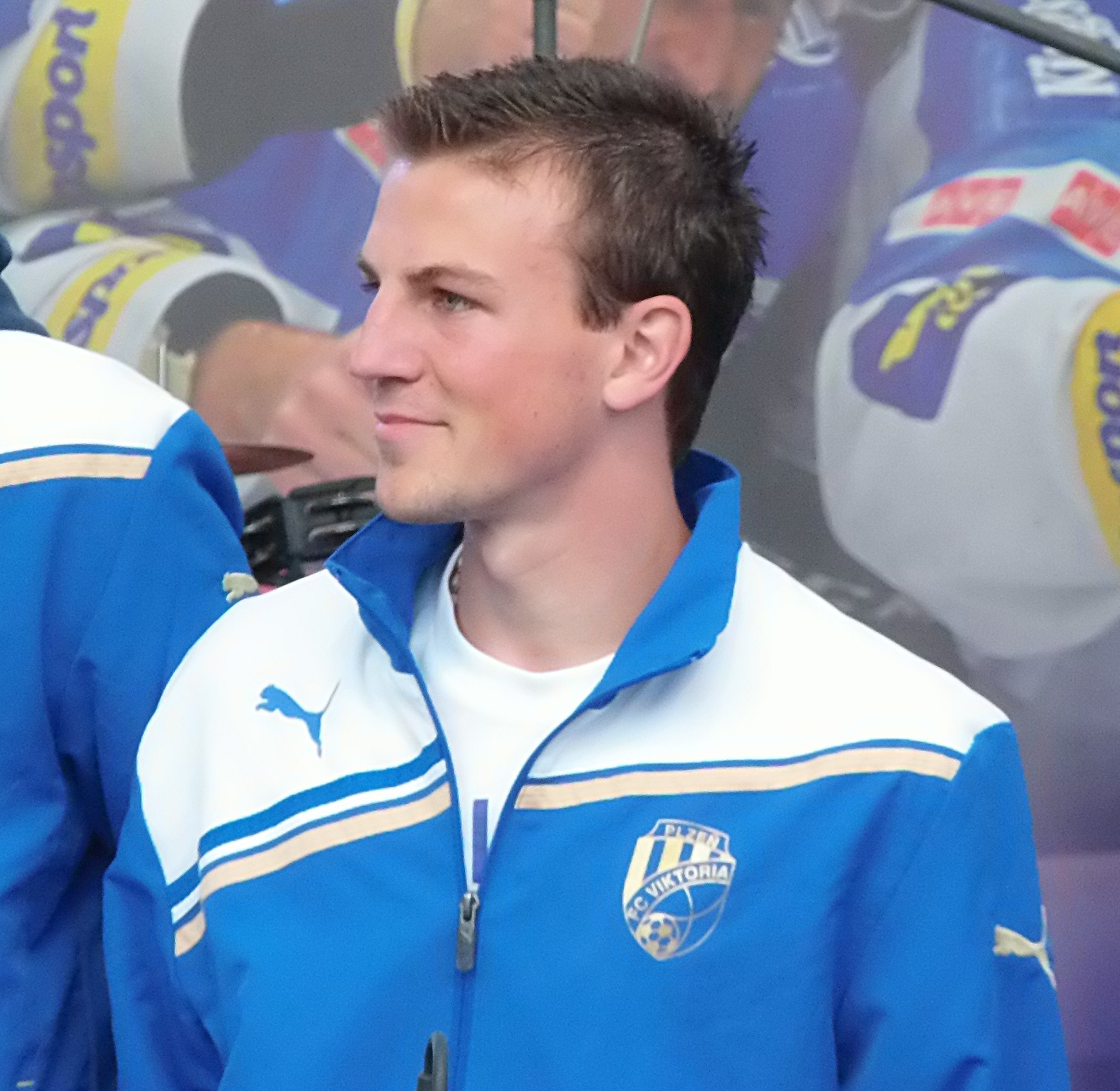
Oslavy titulu 2013

V 6. kole Gambrinus ligy 2012/13 2. září 2012 se Darida trefil proti domácí Dukle Praha v 58. minutě, když usměrnil střílený přízemní centr z pravé strany do brány Filipa Rady (zvyšoval na 2:0 pro Plzeň). Utkání skončilo vítězstvím Plzně 4:1. Ve šlágru 14. kola Gambrinus ligy 11. listopadu 2012 proti hostující Sigmě Olomouc vstřelil ve 38. minutě druhý gól Plzně. Po přihrávce Michala Ďuriše se trefil technickou střelou přesně k tyči. Plzeň vyhrála 3:0 a vystřídala Olomouc na čele ligy, moravský klub spadl po porážce na 4. místo. 17. listopadu 2011 (15. ligové kolo) proti Liberci vstřelil v 79. minutě druhý gól Plzně. Dokázal sebrat v pokutovém území vyražený míč a prudkou ranou pod břevno rozhodnout zápas. Plzeň dokázala otočit zápas a zvítězit 2:1, i když hrála od 43. minuty oslabena o vyloučeného Václava Procházku.
V zimní ligové přestávce během soustředění na Kypru vstřelil gól v přípravném utkání 3. února 2013 proti ruskému celku FC Lokomotiv Moskva, Plzeň zvítězila v divokém zápase 5:3. 3. května přispěl dvěma ligovými góly k vítězství 3:2 nad zachraňujícími se Českými Budějovicemi. Sezónu Gambrinus ligy 2012/13 završil ziskem ligového titulu, Plzeň porazila 1. června v posledním 30. kole sestupující FC Hradec Králové 3:0 a udržela si dvoubodový náskok před největším konkurentem Spartou Praha. Darida v zápase vstřelil úvodní gól (po 46 sekundách hry) a na další nacentroval Václavu Procházkovi.
V základní skupině B Evropské ligy 2012/13 byla Plzeň přilosována k týmům Atlético Madrid (Španělsko), Hapoel Tel Aviv (Izrael) a Académica de Coimbra (Portugalsko). V prvním utkání Plzně 20. září 2012 na domácí půdě proti portugalskému týmu Académica de Coimbra absolvoval Darida kompletní počet minut, Plzeň vyhrála 3:1. I v dalším utkání 4. října s Atléticem Madrid nastoupil v základní sestavě, španělský celek zvítězil doma 1:0 gólem v samotném závěru. 25. října cestovala Plzeň do Izraele k utkání proti Hapoelu Tel Aviv a většinu prvního poločasu byla pod tlakem soupeře. Darida nastoupil od začátku zápasu, střetnutí skončilo výsledkem 2:1 pro hosty, Plzeň si s 6 body upevnila druhou příčku za vedoucím Atléticem Madrid. 8. listopadu 2012 přivítala Plzeň Hapoel Tel Aviv v odvetě na domácím hřišti a vyhrála 4:0, díky tomuto výsledku se posunula s 9 body o skóre na čelo tabulky před doposud vedoucí Atlético Madrid (které v souběžném zápase prohrálo v Coimbře 0:2). Izraelský celek hrál navíc od 41. minuty oslaben o jednoho hráče. Darida nastoupil na hřiště v základní sestavě a absolvoval kompletní počet minut. 22. listopadu nastoupil v Portugalsku v utkání proti Coimbře, zápas skončil 1:1. Tento výsledek stačil Plzni na postup do jarní fáze Evropské ligy. 6. prosince 2012 odehrál zápas v Plzni proti Atléticu Madrid (výhra Viktorie Plzeň 1:0). Plzeň si tak se 13 body zajistila konečné 1. místo v tabulce skupiny B o 1 bod před druhým Atléticem. 14. února 2013 v jarní vyřazovací části nastoupil v šestnáctifinále proti domácímu italskému mužstvu SSC Neapol. Ve 28. minutě otevíral skóre utkání gólem na 1:0 pro hosty, Plzeň nakonec zvítězila v Neapoli 3:0. Hrál i o týden později v domácí odvetě, kterou Plzeň opanovala poměrem 2:0 a postoupila do osmifinále. Vladimír Darida předvedl velmi sebevědomý výkon. V osmifinále odehrál celé domácí utkání proti tureckému celku Fenerbahçe Istanbul, Plzeň poprvé v tomto ročníku Evropské ligy prohrála doma (0:1). 14. března v odvetě v Istanbulu nastoupil rovněž v základní sestavě a v 61. minutě vstřelil gól. Technická střela prošla přes několik hráčů až do sítě tureckého brankáře Volkana Demirela, Viktoria nakonec remizovala 1:1 a vypadla z Evropské ligy.

#### Sezóna 2013/14
V prvním utkání 4. předkola Ligy mistrů 2013/14 (resp. play-off předkola) 20. srpna 2013 proti slovinskému týmu NK Maribor vstřelil v 58. minutě druhý gól zápasu. Viktoria zvítězila na domácí půdě 3:1. Ihned po postupu do LM přestoupil do Freiburgu, neboť se blížil konec přestupového okna.

### SC Freiburg
V srpnu 2013 přestoupil do německého SC Freiburg, kde se setkal s krajany Pavlem Krmašem a Václavem Pilařem. Plzeň za hráče podle informací německých médií získala mezi 103–128 miliony korun. Podle slov majitele plzeňského týmu Tomáše Paclíka Freiburg za Daridu zaplatil 6,2 milionu eur a 30% podíl z dalšího přestupu. Debutoval až 24. října 2013 (předtím laboroval se zraněným kotníkem) v utkání základní skupiny Evropské ligy 2013/14 s portugalským celkem Estoril Praia, nastoupil v základní sestavě a hned v 11. minutě vstřelil gól (jeho střela z úhlu byla tečovaná jedním z protihráčů). Střetnutí skončilo remízou 1:1. Ve skupině skončil tým se ziskem 6 bodů na třetím místě a do jarních vyřazovacích bojů nepostoupil.
V německé Bundeslize debutoval 27. října 2013 v domácím zápase proti Hamburger SV, který však skončil mj. díky chybám brankáře Olivera Baumanna porážkou Freiburgu 0:3. První gól v Bundeslize zaznamenal 2. listopadu 2013 v utkání proti domácímu 1. FC Norimberk, nastoupil na hrací plochu v 75. minutě a o 4 minuty později zvýšil na průběžných 2:0. Freiburg zvítězil 3:0 a zaknihoval si první ligové vítězství v ročníku 2013/14.

### Hertha BSC
V létě 2015 po sestupu Freiburgu do 2. Bundesligy zamířil do jiného německého (prvoligového) klubu Hertha BSC, kde podepsal čtyřletý kontrakt. V Hertě se mu v ročníku 2015/16 dařilo, tým se pohyboval na předních příčkách bundesligové tabulky. S průměrem 13,05 naběhaných kilometrů během zápasu byl Darida nejlepším hráčem v této statistice v celé Bundeslize. Sportovní manažer Michael Preetz se k jeho hře vyjádřil: „Stal se srdcem a plícemi naší hry.“ Dostal se i do hledáčku španělského klubu Real Madrid.
V ročníku 2019/20 překonal rekord naběhaných kilometrů v jednom utkání Bundesligy, dokonce dvakrát. Koncem května na jaře 2020 proti Augsburgu uběhl celkem 14,34 kilometru a následující víkend proti Dortmundu 14,65 kilometru.

### Aris Soluň
Mezi lety 2022–2025 oblékal dres Arisu Soluň.

### FC Hradec Králové
Dne 23. května 2025 podepsal smlouvu v Hradci Králové.

## Klubové statistiky
Aktuální k 2. červnu 2016
| Sezóna  | Klub                     | Soutěž         | Zápasy | Góly |
| ------- | ------------------------ | -------------- | ------ | ---- |
| 2009/10 | FC Viktoria Plzeň        | Gambrinus liga | 3      | 0    |
| 2010/11 | FC Viktoria Plzeň        | Gambrinus liga | 1      | 0    |
| 2010/11 | FK Baník Sokolov (host.) | 2. liga        | 13     | 5    |
| 2011/12 | FC Viktoria Plzeň        | Gambrinus liga | 22     | 3    |
| 2012/13 | FC Viktoria Plzeň        | Gambrinus liga | 29     | 6    |
| 2013/14 | FC Viktoria Plzeň        | Gambrinus liga | 6      | 2    |
| 2013/14 | SC Freiburg              | Bundesliga     | 23     | 3    |
| 2014/15 | SC Freiburg              | Bundesliga     | 31     | 6    |
| 2015/16 | Hertha BSC               | Bundesliga     | 31     | 5    |

## Reprezentační kariéra

### Mládežnické reprezentace
Vladimír Darida nastoupil za českou fotbalovou reprezentaci do 20 let v jediném utkání. 27. dubna 2011 odehrál 90 minut v přátelském utkání proti Slovensku a vstřelil jeden z gólů domácího týmu (zápas skončil remízou 2:2).
Od léta 2011 se Darida představil ve fotbalové reprezentaci do 21 let. 10. srpna 2011 se podílel jednou brankou na vysoké výhře českého týmu proti Andoře v kvalifikaci na Mistrovství Evropy hráčů do 21 let 2013 konané v Izraeli (domácí výhra 8:0). Skóroval i v následujícím zápase 6. září 2011 v domácím utkání proti Arménii (zápas skončil 1:1). Další dva kvalifikační zápasy se střelecky neprosadil, reprezentace přesto dovezla z obou venkovních utkání plný počet bodů (11. října 2011 1:0 ve Walesu, 11. listopadu 2011 2:0 v Arménii). ČR se na závěrečný šampionát neprobojovala přes baráž, v níž vypadla po prohře 0:2 doma a remíze 2:2 venku s Ruskem.
29. února 2012 absolvoval Vladimír Darida přátelské utkání v Rumunsku, které skončilo výsledkem 3:0 pro český tým, Darida odehrál v zápase 44 minut.

### A-mužstvo
Dne 26. května 2012 nastoupil poprvé za český reprezentační A-tým, kdy jej na soustředění v rakouském Hartbergu trenér Michal Bílek nasadil na 26 minut v přátelském utkání proti Izraeli (zápas skončil vítězstvím ČR 2:1, Darida v 65. minutě střídal Petra Jiráčka). I když gól nevstřelil, byl na hřišti velmi aktivní. Nastřelil tyč a po jeho centru do skrumáže vstřelil David Lafata v 93. minutě vítězný gól českého týmu. Darida přesvědčil trenéra Bílka natolik, že jej nominoval na Euro 2012 na úkor Daniela Pudila. I v následujícím reprezentačním utkání mladý fotbalista nastoupil, 1. června na stadionu na Letné byl u prohry národního týmu 1:2 v přípravném utkání s Maďarskem (na hřiště se dostal v 61. minutě, kdy vystřídal Daniela Koláře, gól nevstřelil).
Po evropském šampionátu 2012 nastoupil v prvním přátelském utkání nového reprezentačního cyklu 15. srpna 2012 ve Lvově proti domácí Ukrajině (0:0), 8. září v Kodani proti Dánsku (kvalifikační zápas o MS 2014 v Brazílii, opět 0:0) a v dalším přátelském utkání v Teplicích proti Finsku 11. září (prohra 0:1). Objevil se i v kvalifikačním zápase 12. října proti Maltě. Po čtyřzápasovém střeleckém trápení českého týmu bez vstřeleného gólu (mimo tří výše zmíněných zápasů i prohra 0:1 z evropského šampionátu s Portugalskem)  zvítězila ČR 3:1, v nastaveném čase chytil ještě Petr Čech přísně nařízený pokutový kop. 16. října 2012 nastoupil Darida v Praze v kvalifikačním zápasu s Bulharskem (0:0). 14. listopadu 2012 se představil v přátelském utkání se Slovenskem v Olomouci a svým výkonem pomohl k vítězství českého národního týmu 3:0. Velmi kvalitní výkon podal i v prvním utkání roku 2013, 6. února v Manise proti domácímu Turecku byl u obou gólů českého celku. Již ve 3. minutě poslal křížnou přihrávku pokutovým územím na Ladislava Krejčího, který ji přetavil v první gól. Ve 28. minutě se k němu odrazil odvrácený míč po rohovém kopu, který Darida okamžitě napálil na bránu. Jeho střelu tečoval do brány David Lafata a Česká republika zvítězila nakonec 2:0. 22. března odehrál na Andrově stadionu v Olomouci kvalifikační zápas s Dánskem, český výběr podlehl soupeři 0:3.
V kvalifikaci na EURO 2016 ve Francii chyběl jen jednou v základní sestavě - při porážce na Islandu. V Lotyšsku dal svůj první reprezentační gól, který přinesl výhru a stvrzení postupu na EURO. V této kvalifikaci odehrál necelých 10 zápasů, přesněji 794 minut a vstřelil v nich 1 gól.
V březnu 2021 byl nominován na utkání zahajující kvalifikaci na MS 2022, stejně jako ostatní čeští reprezentanti z Bundesligy měl ale být původně k dispozici pouze pro první zápas s Estonskem. V předvečer zápasu s Belgií však německá vláda rozhodla o uvolnění proticovidových opatření v podobě vyřazení Česka a Spojeného království ze seznamu rizikových zemí, čímž odpadla hráčům po návratu do Německa nutnost povinné čtrnáctidenní karantény, kterou bundesligové kluby nechtěli dopustit. Z důvodu nejasného počátku platnosti se ale tito hráči připojili ke zbytku týmu až ve Walesu. Darida odehrál celý zápas jak proti Estonsku, tak proti Walesu.

#### EURO 2012
V základní skupině A Mistrovství Evropy ve fotbale 2012, kde česká reprezentace odehrála 3 utkání proti týmům Ruska, Řecka a Polska, do žádného z nich nezasáhl. Nastoupil v základní sestavě až ve čtvrtfinálovém utkání ve Varšavě proti Portugalsku, které česká reprezentace prohrála 0:1 a s turnajem se rozloučila. Vladimír Darida odehrál 61 minut a byl poté vystřídán Janem Rezkem.

#### EURO 2016
Trenér Pavel Vrba jej zařadil do závěrečné 23členné nominace na EURO 2016 ve Francii. V základní skupině D odehrál všechny tři zápasy: proti Španělsku (porážka 0:1), proti Chorvatsku (remíza 2:2) a proti Turecku (porážka 0:2). Český tým obsadil se ziskem jediného bodu poslední čtvrté místo skupiny a do osmifinále nepostoupil.

#### EURO 2021
V květnu 2021 bylo oznámeno, že je součástí nominace na nadcházející EURO, se 70 odehranými reprezentačními utkáními šlo o nejzkušenějšího hráče českého výběru, mužstvo na mistrovství vedl jako kapitán. Jako jediného z nominace ho čekal už třetí evropský šampionát v kariéře, šlo tedy o jednoho ze čtyř hráčů s předchozí účastí na EURU. Po zápase se Skotskem k nim přibyl ještě dodatečně nominovaný náhradní brankář Tomáš Koubek.

### Reprezentační góly a zápasy
Góly Vladimíra Daridy v české reprezentaci do 20 let 
| Gól | Datum       | Stadion        | Soupeř    | Skóre (min.) | Výsledek | Soutěž           |
| --- | ----------- | -------------- | --------- | ------------ | -------- | ---------------- |
| 010 | 27. 4. 2011 | Šardice, Česko | Slovensko | 01:0 0(45.)  | 2:2      | přátelské utkání |

Góly Vladimíra Daridy v české reprezentaci do 21 let 
| Gól | Datum       | Stadion                                                       | Soupeř  | Skóre (min.) | Výsledek | Soutěž                      |
| --- | ----------- | ------------------------------------------------------------- | ------- | ------------ | -------- | --------------------------- |
| 010 | 10. 8. 2011 | Městský stadion v Mladé Boleslavi                             | Andorra | 05:0 0(54.)  | 8:0      | kvalifikace na ME „21“ 2013 |
| 02  | 6. 9. 2011  | Městský fotbalový stadion Miroslava Valenty, Uherské Hradiště | Arménie | 01:1 0(68.)  | 1:1      | kvalifikace na ME „21“ 2013 |

Góly Vladimíra Daridy za A-tým reprezentace České republiky
| 010                | 6. 9. 2015 | Skonto stadions, Riga, Lotyšsko | Lotyšsko | 00:2 0(25.) | 1:2 | kvalifikace na EURO 2016 |
| Platí k 6. 9. 2016 |            |                                 |          |             |     |                          |

| Rok    | Zápasy | Góly |
| ------ | ------ | ---- |
| 2011   | 1      | 1    |
| Celkem | 1      | 1    |

| Rok    | Zápasy | Góly |
| ------ | ------ | ---- |
| 2011   | 4      | 2    |
| 2012   | 1      | 0    |
| Celkem | 5      | 2    |

| 2012                | 9  | 0 |
| 2013                | 6  | 0 |
| 2014                | 7  | 0 |
| 2015                | 9  | 1 |
| 2016                | 10 | 0 |
| 2017                | 8  | 3 |
| 2018                | 4  | 0 |
| 2019                | 7  | 2 |
| 2020                | 7  | 2 |
| 2021                | 2  | 0 |
| Celkem              | 70 | 8 |
| Platí k 31. 3. 2021 |    |   |

## Úspěchy

### Reprezentační
- 3× účast na Mistrovství Evropy (2012 – čtvrtfinále, 2016 – základní skupina, 2020 – čtvrtfinále)

### Individuální
- 1× „Hráč měsíce Gambrinus ligy“ (listopad 2012)
- 1× „Fotbalista roku“ (2017)[4]